# HD 108642
HD 108642，又名BD+27 2138，SAO 82326、HR 4750，是一颗恒星，视星等为6.54，位于銀經221.68，銀緯84.83，其B1900.0坐标为赤經12h 23m 38.5s，赤緯+26° 84.83′ 49″。